# Instytut Heraldyczno-Weksylologiczny
Instytut Heraldyczno-Weksylologiczny – instytucja prywatna zajmująca się głównie projektowaniem herbów, flag, bannerów, pieczęci i insygniów polskich jednostek samorządowych oraz archiwizacją i analizą danych heraldycznych i weksylologicznych (w Głównym Rejestrze Flag i Herbów Polskich). Założony w 1997 w Warszawie przez Alfreda Znamierowskiego. W archiwum i bibliotece Instytutu zgromadzone są dane (w tym uchwały i ustawy) o dziesiątkach tysięcy herbów i flag wszystkich państw świata, obecnych i historycznych. IHW wydaje od 2000 Katalog flag samorządowych, w którym prezentuje dane źródłowe o flagach i bannerach polskich województw, powiatów i gmin. Od 2001 IHW należy do Międzynarodowej Federacji Stowarzyszeń Weksylologicznych (FIAV).
W bazie danych Instytutu znajdują się wzory ponad 2000 aktualnych i historycznych herbów, flag i pieczęci województw, powiatów, miast i gmin wiejskich. Przy opracowywaniu nowych wzorów na zamówienie samorządów z Instytutem współpracują między innymi prezes Polskiego Towarzystwa Weksylologicznego Jacek Skorupski i pracownik naukowy Uniwersytetu Jagiellońskiego, Włodzimierz Chorązki.
Do czerwca 2012 Instytut sporządził projekty herbów i flag używane przez ponad 170 jednostek samorządowych - gmin miejskich i wiejskich oraz powiatów.